# Drillia armilla
Drillia armilla é uma espécie de gastrópode do gênero Drillia, pertencente a família Drilliidae.